# غلوريا كريستيان
غلوريا كريستيان (بالإيطالية: Gloria Christian)‏ هي مغنية إيطالية، ولدت في 24 يونيو 1934 في بولونيا في إيطاليا.

## وصلات خارجية
- غلوريا كريستيان على موقع IMDb (الإنجليزية)
- غلوريا كريستيان على موقع ميوزك برينز (الإنجليزية)
- غلوريا كريستيان على موقع أول ميوزيك (الإنجليزية)
- غلوريا كريستيان على موقع ديسكوغز (الإنجليزية)